# Dalupiri (Cagayan)
Dalupiri Island ist der Name einer Insel in der Provinz Cagayan auf den Philippinen. Sie gehört zum Inselarchipel der Babuyan Islands liegt etwa 60 km vor der Nordküste der Insel Luzon, in der Luzonstraße. Die Insel hat eine Fläche von circa 50 km² und wird von der Stadtgemeinde Calayan verwaltet. Auf der Insel liegt der Barangay Dalupiri, er hatte im Jahr 2020 621 Einwohner.
Dalupiri Island hat eine langgestreckte elliptische Form mit Länge von 24 km und eine Breite von 7 km. Die Topographie der Insel wird von einer flachhügeligen Landschaft gekennzeichnet, im Inselzentrum steigt das Gelände bis auf 297 Meter über den Meeresspiegel. Der Pflanzenwuchs der Insel besteht teilweise aus dichter, tropischer Vegetation, teilweise aber auch aus intensiv landwirtschaftlich genutzten Flächen. An der Fluss- und Bachläufen stehen Schraubenbäume (Pandanus). Der größte Fluss der Insel ist der Manolong River, er ist ca. 2,5 km lang. Andere Bäche sind der Cabitangaan-, Nipa-, Caucauayan-, Purdos-, Nagkoralan- und der Bumaro Creek. Die größten Tiere der Insel sind der Carabao und Pferde. Eine kleine Population des Philippinen-Krokodils (Crocodylus mindorensis) lebt auf der Insel. Von der Avifauna ist der Rotrückenreiher (Nycticorax caledonicus) und die Zebraralle (Gallirallus torquatus) bekannt, beide brüten auf der Insel. Die größte Echse ist der Bindenwaran (Varanus salvator).
Südlich liegt Fuga Island in ca. 23 km, nordöstlich liegt Calayan Island in ca. 25 km, südöstlich liegt Camiguin Island in 70 km Entfernung von der Insel. Die Insel kann über den Hafen von Aparri erreicht werden.
Eine andere Insel Dalupiri liegt in der Samar-See, in der Provinz Nord-Samar.